# Rothesay (Nouveau-Brunswick)
Pour les articles homonymes, voir Rothesay.
Rothesay est une ville canadienne du comté de Kings, au Nouveau-Brunswick.

## Toponyme
Rothesay fut nommé ainsi en 1860 par Robert Thompson en l'honneur d'Albert Edouard, prince de Galles, duc de Saxe, Cornwall et Rothesay, futur Édouard VII, qui visita le Nouveau-Brunswick la même année et qui voyagea vers Fredericton à partir d'un quai des environs. le village porta auparavant le nom de Kennebeccasis Bay.

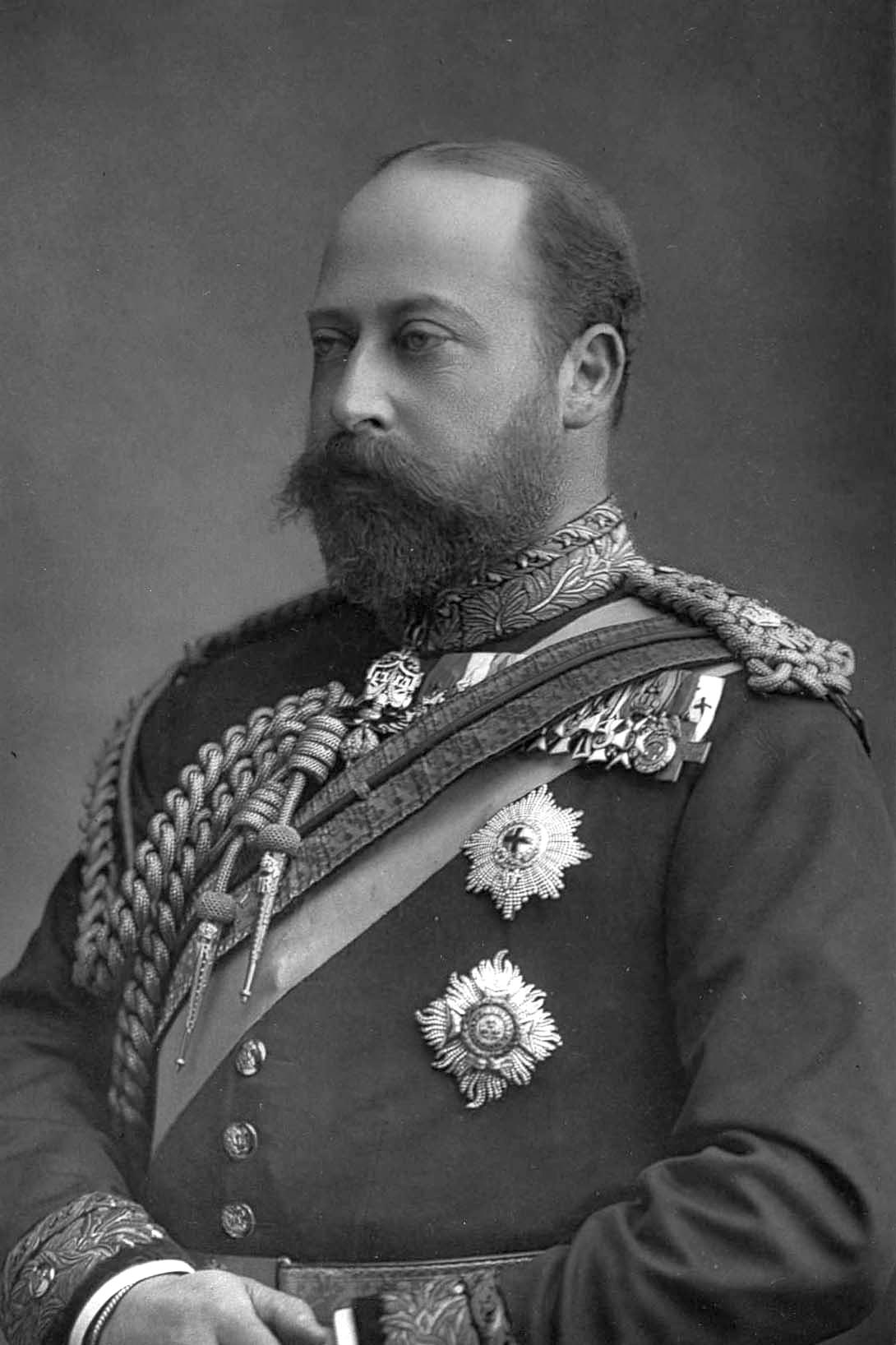
Edward VII.

## Géographie

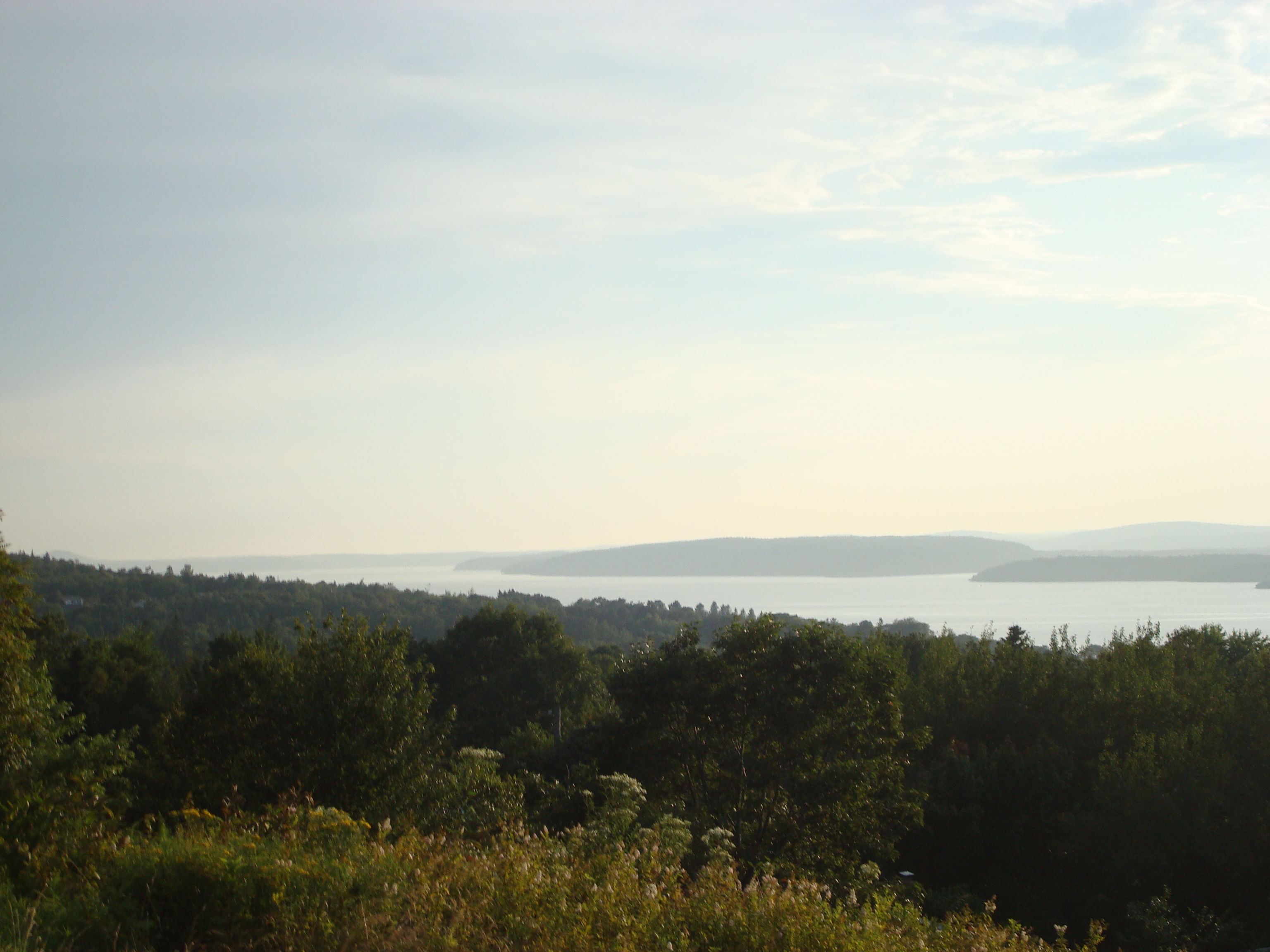
La rivière Kennebecassis à Rothesay, vue de la colline Spy Glass.

### Situation
Rothesay est située dans la vallée de la Rivière Kennebecasis. Au sud-ouest de Rothesay est située la ville de Saint-Jean et au nord-est la ville de Quispamsis. C'est une banlieue de la ville de Saint-Jean. Rothesay est considéré comme l'une des plus riches municipalités de tout le Canada.

### Logement
(septembre 2024).
La ville comptait 4536 logements privés en 2006, dont 4315 occupés par des résidents habituels. Parmi ces logements, 78,1 % sont individuels, 1,4 % sont jumelés, 3,9 % sont en rangée, 3,0 % sont des appartements ou duplex et 12,7 % sont des immeubles de moins de 5 étages. Enfin, 0,7 % des logements entrent dans la catégorie autres, tels que les maisons-mobiles. 84,4 % des logements sont possédés alors que 15,6 % sont loués. 68,3 % ont été construits avant 1986 et 5,3 % ont besoin de réparations majeures. Les logements comptent en moyenne 8,0 pièces et 0,3 % des logements comptent plus d'une personne habitant par pièce. Les logements possédés ont une valeur moyenne de 202 744 $, comparativement à 119 549 $ pour la province.

## Histoire
Des concessions sont cédées aux Loyalistes dès 1790 mais le peuplement ne commence que vers 1840. Durant les années 1850, la fait de Rothesay une banlieue résidentielle de Saint-Jean. La construction navale prospère durant le XIXe siècle.
William Francis Ganong note la présence d'un campement malécite à Rothesay au tournant du XXe siècle.
L'Omnium canadien a lieu à Rothesay en 1939.
Rothesay est constitué en village 1956. L'école élémentaire Fairvale est inaugurée en 1958. L'école intermédiaire Harry Miller ouvre ses portes en 1962. L'école élémentaire Kennebecasis Park accueille ses premiers élèves en 1964. Renforth est constitué en 1966. L'école élémentaire Rothesay et l'école secondaire Kennebecasis Valley sont inaugurées en 1974. Les travaux de l'école Rothesay Park sont terminés en 1975. Les cours commencent à l'école intermédiaire Quispamsis en 1986. L'école secondaire Rothesay est finalement inaugurée en 1992.
En réponse à un problème d'étalement urbain et de compressions du gouvernement provincial dans le financement des municipalités, plusieurs villes en aval de la Kennebecasis sont fusionnées le 1er janvier 1998. Rothesay est retenue comme candidate pour la fusion avec plusieurs autres villes des environs, soit Renforth, East Riverside-Kinghurst, Fairvale et une portion de Wells. À la suite de la fusion, la ville adopte de nouvelles armoiries contenant des symboles des cinq anciennes municipalités, et ayant la devise Quinque iuncta in uno.
D'après la Loi sur les municipalités, la population de la ville est assez élevé pour que celle-ci devient une cité mais le conseil municipal n'a pas fait de tentative pour changer son statut.
L'école élémentaire Kennebecasis Park est rénovée et agrandie en 2014 au coût de 6,5 millions $ CAD.
Le territoire de la ville reste inchangé après la réforme de la gouvernance locale du 1er janvier 2023.

## Démographie
(juillet 2016).
La ville comptait 11 637 habitants en 2006, soit une hausse de 1,1 % en 5 ans. Il y a en tout 4315 ménages dont 3455 familles. Les ménages comptent en moyenne 2,7 personnes tandis que les familles comptent en moyenne 3,0 personnes. Les ménages sont composés de couples avec enfants dans 37,1 % des cas, de couples sans enfants dans 31,4 % des cas et de personnes seules dans 19,1 % des cas alors que 12,4 % des ménages entrent dans la catégorie autres (familles monoparentales, colocataires, etc.). 79,5 % des familles comptent un couple marié, 7,8 % comptent un couple en union libre et 12,6 % sont monoparentales. Dans ces dernières, une femme est le parent dans 78,2 % des cas. L'âge médian est de 39,1 ans, comparativement à 41,5 ans pour la province. 79,2 % de la population est âgée de plus de 15 ans, comparativement à 83,8 % pour la province. Les femmes représentent 51,3 % de la population, comparativement à 51,3 % pour la province. Chez les plus de 15 ans, 26,5 % sont célibataires, 59,9 % sont mariés, 2,8 % sont séparés, 5,9 % sont divorcés et 4,8 % sont veufs. De plus, 5,7 % vivent en union libre.
| 1991  | 1996  | 2001   | 2006   | 2011   |
| ----- | ----- | ------ | ------ | ------ |
| 1 647 | 1 695 | 11 505 | 11 637 | 11 947 |

| 2016   | - | - | - | - |
| ------ | - | - | - | - |
| 11 659 | - | - | - | - |

Les autochtones représentent 0,6 % de la population et 2,4 % des habitants font partie d'une minorité visible. Les immigrants représentent 5,9 % de la population et 1,0 % des habitants sont des résidents permanents. 2,2 % des habitants ne sont pas citoyens canadiens et 83,1 % des habitants âgés de plus de 15 ans sont issus de familles établies au Canada depuis trois générations ou plus. En date du 16 mai 2006, 89,2 % des gens avaient la même adresse depuis au moins un an alors que 4,7 % habitaient auparavant ailleurs dans la même ville, que 4,5 % habitaient ailleurs dans la province, que 1,3 % habitaient ailleurs au pays et que 0,2 % habitaient ailleurs dans le monde. À la même date, 67,1 % des gens avaient la même adresse depuis au moins cinq ans alors que 13,0 % habitaient auparavant ailleurs dans la même ville, que 12,9 % habitaient ailleurs dans la province, que 5,2 % habitaient ailleurs au pays et que 1,7 % habitaient ailleurs dans le monde.
La langue maternelle est le français chez 4,8 % des habitants, l'anglais chez 91,9 % et les deux langues chez 0,3 % alors que 2,9 % sont allophones. Les deux langues officielles sont comprises par 22,0 % de la population alors que 0,2 % des habitants sont unilingues francophones, que 77,6 % sont unilingues anglophones et que 0,2 % ne connaissent ni l'anglais, ni le français. Le français est parlé à la maison par 2,2 % des gens, l'anglais par 95,4 %, les deux langues officielles par 0,2 %, l'anglais et une langue non officielle par 0,6 % et une langue non officielle seule par 1,7 %. Le français est utilisé par 1,4 % des travailleurs et l'anglais par 97,0 % alors que 1,2 % des travailleurs utilisent les deux langues officielles et que 0,2 % utilisent uniquement une langue non officielle.
Chez les plus de 15 ans, 14,8 % n'ont aucun certificat, diplôme ou grade, 24,4 % ont uniquement un diplôme d'études secondaires ou l'équivalent et 60,8 % détiennent aussi un certificat, un diplôme ou un grade post-secondaire; par comparaison, ces taux s'élèvent à 29,4 %, 26,0 % et 44,6 % au provincial. Parmi la même tranche d'âge, 7,5 % des gens possèdent un diplôme d'un programme d'un an au CCNB ou l'équivalent, 20,7 % détiennent un diplôme d'un programme de trois ans au CCNB ou l'équivalent, 4,3 % ont un diplôme ou un certificat universitaire inférieur au baccalauréat et 28,3 % ont un certificat, un diplôme ou un grade universitaire plus élevé. Parmi ces diplômés, 9,4 % sont formés en enseignement, 1,2 % en arts ou en communications, 5,1 % en sciences humaines, 8,7 % en sciences sociales ou en droit, 25,8 % en commerce, en gestion ou en administration, 2,0 % en sciences et technologies, 3,6 % en mathématiques ou en informatique, 19,0 % en architecture, en génie ou dans des domaines connexes, 1,0 % en agriculture, en ressources naturelles ou en conservation, 20,2 % en santé, parcs, récréation ou conditionnement physique, 3,9 % en services personnels, de protection ou de transport et aucun dans d'autres domaines. Les diplômés post-secondaires ont terminé leurs études à l'extérieur du pays dans 7,0 % des cas.
Au regard de la population, Rothesay se classe au 10e rang de la province.

## Économie
(septembre 2024).

### Travail et revenu
Le recensement de 2006 de Statistique Canada fournit aussi des données sur l'économie. Chez les habitants âgés de plus de 15 ans, le taux d'activité était alors de 68,6 %, le taux d'emploi était de 63,8 % et le taux de chômage était de 7,0 % ; à titre de comparaison, ceux de la province étaient respectivement de 63,7 %, 57,3 % et 10,0 %.
Chez les personnes âgées de 15 ans et plus, 6 880 ont déclaré des gains et 8 835 ont déclaré un revenu en 2005. 93,5 % avaient aussi déclaré des heures de travail non rémunérées. Le revenu médian s'élevait alors à 32 186 $ avant et à 28 063 $ après impôt, comparativement à la moyenne provinciale de 22 000 $ avant et 20 063 $ après impôt; les femmes gagnaient en moyenne 5 538 $ de moins que les hommes après impôt, soit 22 525 $. En moyenne, 78,1 % du revenu provenait de gains, 7,1 % de transferts gouvernementaux et 14,8 % d'autres sources. 5,8 % de toutes les personnes dans les ménages avaient un faible revenu après impôt, une proportion montant à 6,9 % pour les moins de 18 ans.
Parmi la population active occupée, 7,1 % des gens travaillaient à domicile, 0,4 % travaillaient à l'extérieur du pays, 8,2 % n'avaient pas de lieu de travail fixe et 84,3 % avaient un lieu de travail fixe. Parmi les travailleurs ayant un lieu de travail fixe, 15,3 % travaillaient en ville, 8,5 % travaillaient ailleurs dans le comté, 75,1 % travaillaient dans un autre comté et 0,9 % travaillaient dans une autre province.

### Principaux secteurs
En 2006, on dénombrait 3,1 % des emplois dans l'agriculture, la pêche et les autres ressources, 5,1 % dans la construction, 7,8 % dans la fabrication, 5,4 % dans le commerce de gros, 9,9 % dans le commerce de détail, 5,9 % dans la finance et l'immobilier, 16,0 % dans la santé et les services sociaux, 8,6 % dans l'éducation, 20,8 % dans les services de commerce et 17,2 % dans les autres services.
Rothesay est avant tout une banlieue résidentielle de Saint-Jean et les services procurent la majeure partie des emplois. Le revenu annuel moyen est environ 50 % supérieur à la moyenne provinciale. Il y a une succursale de la Bayview Credit Union, basée à Saint-Jean et membre de la Credit Union Central of New Brunswick.
Entreprise Saint-Jean, membre du Réseau Entreprise, a la responsabilité du développement économique.

## Administration
(juillet 2016).

### Conseil municipal
Le conseil municipal est formé d'un maire et de sept conseillers généraux.
Le conseil municipal actuel est élu lors de l'élection quadriennale du 10 mai 2016.
Anciens conseils municipaux
Un conseil est élu le 12 mai 2008. Le conseil municipal suivant est élu lors de l'élection quadriennale du 14 mai 2012.
| Mandat      | Fonctions            | Nom(s) |
| ----------- | -------------------- | --- |
| 2012 - 2016 | Maire                | W. J. (Bill) Bishop |
| 2012 - 2016 | Conseillers généraux | Matt Alexander, Patricia Gallagher Jette, Nancy E. Grant, Peter J. Lewis, Blair R. MacDonald, Bill McGuire, Miriam J. Wells |

| Mandat      | Fonctions   | Nom(s) |
| ----------- | ----------- | --- |
| 2008 - 2012 | Maire       | William J. Bishop |
| 2008 - 2012 | Conseillers | Scott Cochrane, Patricia Gallagher Jette, Terence J. Killfoil, Blait R. MacDonald, Norma Mullett, Don J. Shea, Tom Young. |

| Période                                  | Période  | Identité                 | Étiquette | Qualité |
| ---------------------------------------- | -------- | ------------------------ | --------- | ------- |
| 2001                                     | en cours | William J. Bishop        |           |         |
| ????                                     | 2001     | Patricia Gallagher-Jette |           |         |
| 1995                                     | ????     | William G. Artiss        |           |         |
| Les données manquantes sont à compléter. |          |                          |           |         |

### Représentation et tendances politiques
Rothesay est membre de l'Union des municipalités du Nouveau-Brunswick.
 Nouveau-Brunswick: Rothesay fait partie de la circonscription provinciale de Rothesay, qui est représentée à l'Assemblée législative du Nouveau-Brunswick par Margaret-Ann Blaney, du Parti progressiste-conservateur. Elle fut élue en 2003 puis réélue en 2006 et en 2010 mais était déjà présente au parlement depuis 1999, dans une autre circonscription.
 Canada: Rothesay fait partie de la circonscription fédérale de Saint John. Cette circonscription est représentée à la Chambre des communes du Canada par Rodney Weston, du Parti conservateur.

## Vivre à Rothesay

### Éducation

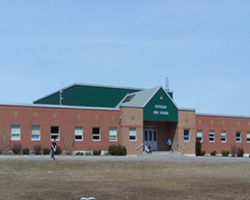
École secondaire de Rothesay.

Rothesay compte plusieurs écoles anglophones faisant partie du district scolaire Anglophone South.
- École élémentaire Fairvale, maternelle à la 5e année, programme d'immersion française;
- École élémentaire Kennebecassis Park, maternelle à la 5e année;
- École élémentaire de Rothesay, maternelle à la 5e année, programme d'immersion française;
- École intermédiaire Harry Miller, 6e à la 8e année, programme d'immersion française;
- École intermédiaire Quispamsis, 6e à la 8e année, programme d'immersion français;
- École Rothesay Park, 6e à la 8e année, programme d'immersion française;
- École secondaire Kennebecassis Valley, 9e à la 12e année, programme d'immersion française;
- École secondaire de Rothesay, 9e à la 12e année, programme d'immersion française.

La Rothesay Netherwood School est le seul pensionnat privé dans la province. Fondé en 1877 pour préparer les élèves au Collège militaire royal du Canada, elle devient mixte en 1880. Les filles sont transférées dans une nouvelle école en 1894. Les deux établissements fusionnent en 1984.
La ville est incluse dans le territoire du sous-district 9 du district scolaire Francophone Sud. L'école Samuel-de-Champlain de Saint-Jean est l'établissement francophone le plus proche alors que les établissements d'enseignement supérieurs les plus proches sont dans le Grand Moncton. Rothesay était le siège du district scolaire 6 jusqu'à la réforme de 2012.

### Autres services publics
La Kennebecassis Valley Fire Departement possède une caserne de pompiers à Rothesay et dessert la région.
La Rothesay Regional Police est basée à Quispamsis et dessert aussi Rothesay. Le service dispose de 31 policiers, de 6 répartiteurs, de 2 employés civils et de 7 auxiliaires. Le détachement de la Gendarmerie royale du Canada le plus proche est à Hampton.
Rothesay compte un bureau régional d'Énergie NB. Il y a aussi un bureau de poste.

### Médias
Rothesay est desservi par le quotidien anglophone Telegraph-Journal de Saint-Jean, alors que l'hebdomadaire Kennebecasis Valley est publié en ville. La population bénéficie aussi du Kings County Records, de Sussex. Les francophones bénéficient quant à eux du quotidien L'Acadie nouvelle, publié à Caraquet, ainsi que l'hebdomadaire L'Étoile, de Dieppe.

### Religion
L'église St. James the Less et l'église St. Paul's sont des églises anglicanes. Rothesay compte aussi l'église catholique romaine Our Lady of Perpetual Help, faisant partie du diocèse de Saint-Jean.

### Sports et parcs
Rothesay dispose d'une marina et du Rothesay Yacht Club.

## Culture

### Langues
Selon la Loi sur les langues officielles, Rothesay est officiellement anglophone puisque moins de 20 % de la population parle le français.

### Personnalités
- James Domville (1842-1921), homme d'affaires et homme politique, décédé à Rothesay;
- Gordon Fairweather (1923 - ), avocat et homme politique, né à Rothesay;
- Stuart Trueman (1911 - ), écrivain;
- Wallace Turnbull, inventeur de l'hélice à pas variable, a résidé à Rothesay, où il a construit une soufflerie[4].

### Architecture et monuments

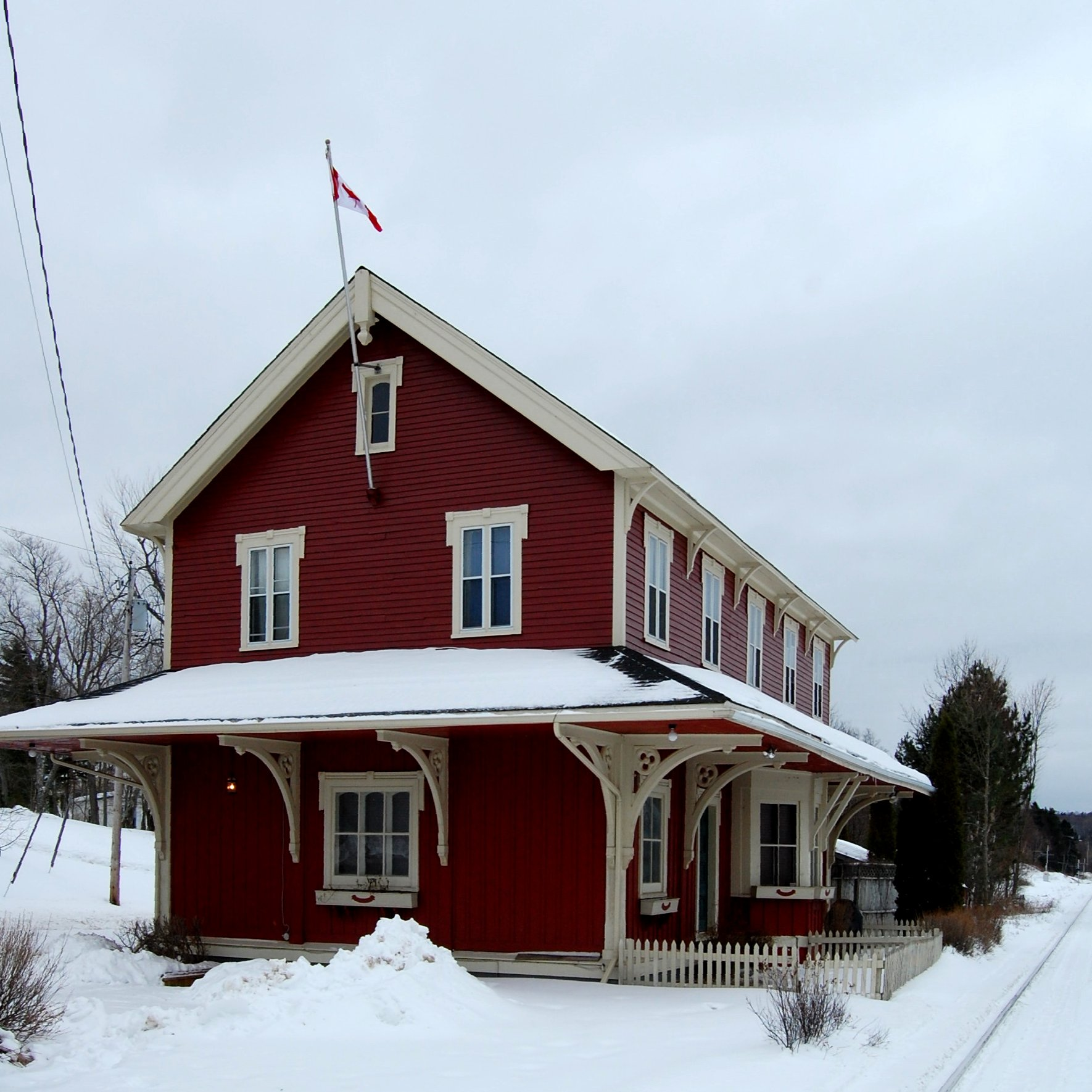
La gare de Rothesay.

La gare de Rothesay est un site historique national.